# Peter Slodowy
Peter Slodowy (* 12. Oktober 1948 in Leverkusen; † 19. November 2002 in Bonn) war ein deutscher Mathematiker, der sich insbesondere mit Anwendungen der Gruppentheorie in der algebraischen Geometrie und Topologie beschäftigte.

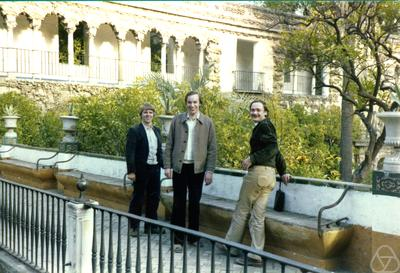
Slodowy (Mitte) 1981 in Sevilla, mit Gert-Martin Greuel und Ragnar-Olaf Buchweitz

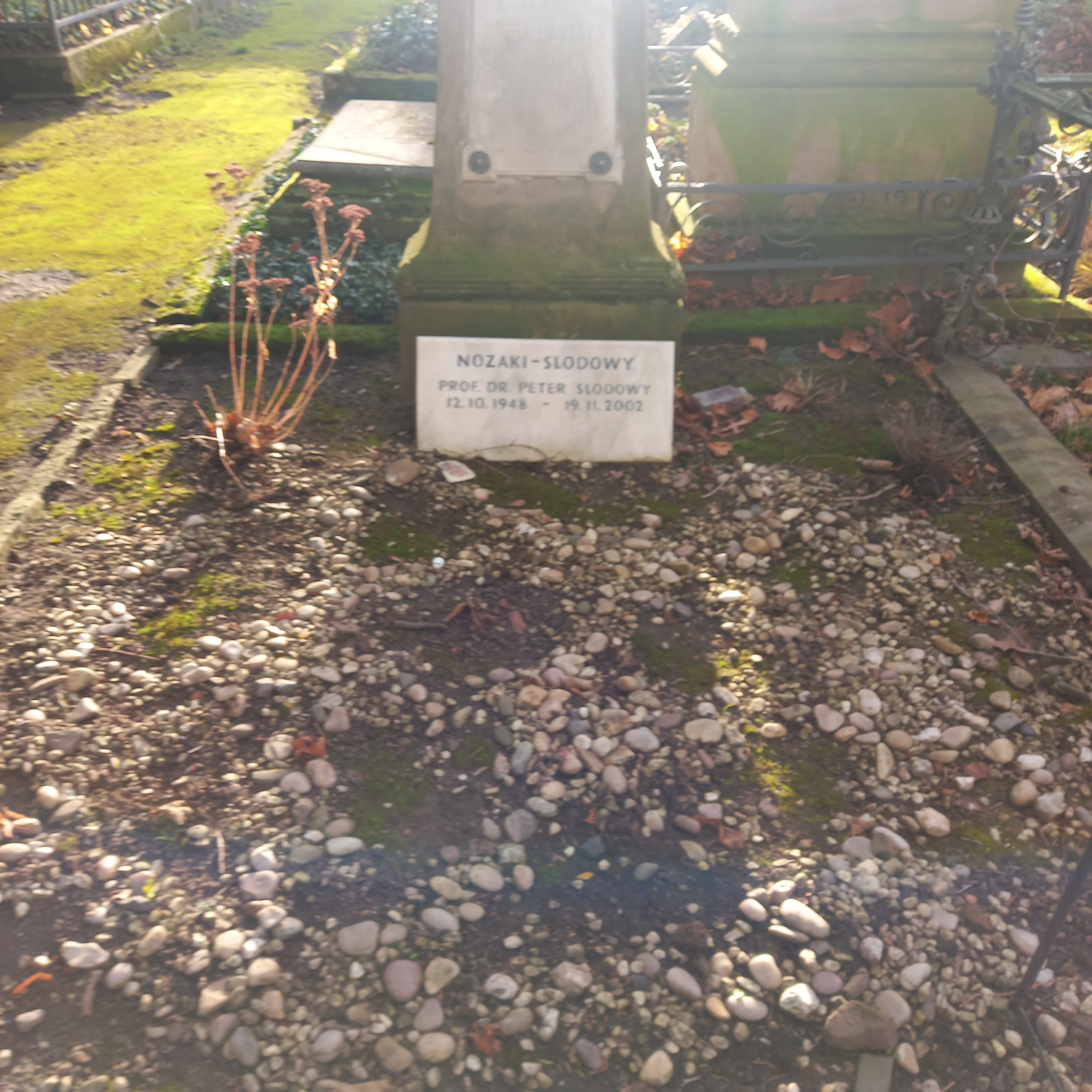
Das Grab von Peter Slodowy auf dem Alten Friedhof in Bonn

## Leben und Wirken
Slodowy studierte ab 1967 Physik und Mathematik an der Universität Bonn (unter anderem bei Friedrich Hirzebruch, Egbert Brieskorn, Jacques Tits), wo er 1974 sein Mathematik-Diplom machte. Nach einem Aufenthalt am IHES in Bures-sur-Yvette, wo er den Pionier der Singularitätentheorie René Thom traf, und Assistententätigkeit an der Universität Regensburg 1975 bis 1978 promovierte er 1978 an der Universität Bonn bei Theodor Bröcker und Brieskorn (Einfache Singularitäten und einfache algebraische Gruppen). Danach war er Assistent an der Universität Bonn (mit Gastaufenthalten an der Yale University und am MSRI in Berkeley), wo er sich 1984 habilitierte (Singularitäten, Kac-Moody-Lie Algebren, assoziierte Gruppen und Verallgemeinerungen). 1986/87 war er Lecturer an der Universität Liverpool und ab 1988 Professor an der Universität Stuttgart. Ab 1990 war er Professor an der Universität Hamburg, arbeitete aber zuletzt am Max-Planck-Institut für Mathematik in Bonn. 2001 ging er wegen einer Erkrankung vorzeitig in den Ruhestand.
Slodowy arbeitete über den schon von Grothendieck und Brieskorn Ende der 1960er Jahre untersuchten Zusammenhang der „einfachen“ Singularitäten (von ihm „Kleinsche Singularitäten“ genannt)  algebraischer Flächen mit Liegruppen und algebraischen Gruppen. Später untersuchte Slodowy auch entsprechende Zusammenhänge (diesmal auch mit Kac-Moody-Algebren) bei weiteren („einfachen elliptischen“) Singularitäten.  Außerdem befasste er sich mit Mathematikgeschichte und Anwendungen der Gruppentheorie in der mathematischen Physik.
Er war seit 1979 verheiratet.

## Schriften
- Singularitäten und algebraische Gruppen, Regensburger Mathematische Schriften, 1978, Dissertation, erweiterte englische Ausgabe: Simple singularities and simple algebraic groups, Lecture Notes in Mathematics 815, 1980, doi:10.1007/BFb0090294
- Platonic solids, Kleinian Singularities and Lie groups, in: Lecture Notes in Mathematics 1008, 1983, S. 102–138, doi:10.1007/BFb0065703
- Über das Ikosaeder und die Gleichungen fünften Grades, in: Mathematische Miniaturen, Band 3, Birkhäuser, 1986, S. 71–113, doi:10.1007/978-3-0348-5226-5_3 (hervorgegangen aus der Antrittsvorlesung)
- The early development of the representation theory of semisimple Lie groups: Hurwitz, I. Schur, Weyl, Jahresbericht DMV,  Band 101, 1993, S. 97–115 (online)

## Verweise
1. ↑  und ein Semester in Regensburg
2. ↑  Peter Slodowy im Mathematics Genealogy Project (englisch)
3. ↑  Zitierungen gemäß Google Scholar
4. ↑   Slodowys Dissertation war die erste ausführliche Darstellung der von Brieskorn bewiesenen Vermutungen von Grothendieck.
5. ↑   Die von Slodowy in seiner Dissertation untersuchten Zusammenhänge von Singularitätentheorie und Theorie der Liegruppen hat Wurzeln bis hin zu Felix Klein und seinem Ikosaeder-Buch im 19. Jahrhundert, das Slodowy mit Kommentar neu bei Birkhäuser 1993 herausgab.

| Personendaten    | Personendaten          |
| ---------------- | ---------------------- |
| NAME             | Slodowy, Peter         |
| KURZBESCHREIBUNG | deutscher Mathematiker |
| GEBURTSDATUM     | 12. Oktober 1948       |
| GEBURTSORT       | Leverkusen             |
| STERBEDATUM      | 19. November 2002      |
| STERBEORT        | Bonn                   |